# Круа (Нор)
Круа́ (фр. Croix) — коммуна во Франции, регион О-де-Франс, департамент Нор, округ Лилль, центр одноименного кантона. Расположена между Лиллем и Рубе, в 8 км к северо-востоку от Лилля и 2 км к юго-западу от Рубе, в 4 км от автомагистрали А22. На западной и северной границах коммуны находятся железнодорожные станции Круа-Вакель и Круа-Л’Алюмет линии Лилль-Мускрон.
Население (2017) — 21 041 человек.

## Достопримечательности
- Шато Ла-Круа-Бланш 1878 года, в котором с 1924 года располагается мэрия города
- Шато Флорен 1880 года
- Шато Ла-Фонтен XVII века с парком
- Неоготическая церковь Святого Мартина 1848 года
- Церковь Святого Петра в неороманском стиле
- Вилла Круа и парк Барбьё
- Вилла Карвуа 1932 года

## Экономика
В Круа расположена штаб-квартира французского розничного гиганта Auchan.
Структура занятости населения:
- сельское хозяйство — 0,0 %
- промышленность — 6,5 %
- строительство — 3,6 %
- торговля, транспорт и сфера услуг — 64,0 %
- государственные и муниципальные службы — 25,8 %

Уровень безработицы (2017) — 14,3 % (Франция в целом — 13,4 %, департамент Нор — 17,6 %). 

Среднегодовой доход на 1 человека, евро (2017) — 21 250 (Франция в целом — 21 110, департамент Нор — 19 490).

## Демография
Динамика численности населения, чел.

## Администрация
Пост мэра Круа с 2008 года занимает член партии Республиканцы Режи Кош (Régis Cauche), член Совета департамента Нор от кантона Круа. На муниципальных выборах 2020 года возглавляемый им правый список победил во 2-м туре, получив 51,42 % голосов.
| Период | Период | Фамилия        | Партия                                   | Примечания                                                    |
| ------ | ------ | -------------- | ---------------------------------------- | ------------------------------------------------------------- |
| 1961   | 1980   | Гюстав Дедекер | Социалистическая партия                  | текстильщик                                                   |
| 1980   | 1983   | Луи Сеньёр     | Социалистическая партия                  | работник компании EDF                                         |
| 1983   | 1995   | Франсис Дебён  | Объединение в поддержку Республики       |                                                               |
| 1995   | 2006   | Мишель Карнуа  | Союз за французскую демократию           | член Генерального совета департамента                         |
| 2006   | 2008   | Бернар Сикс    | Новый центр                              |                                                               |
| 2008   |        | Режи Кош       | Союз за народное движение, Республиканцы | торговый представитель, член Генерального совета департамента |

## Знаменитые уроженцы
- Гюстав Сандра (1872—1951), гимнаст, чемпион летних Олимпийских игр 1900 года
- Франсуа Лёлё (1971), гобоист
- Лор Пруво (1978), художница, преимущественно создающая свои работы в формате видео и инсталляций
- Флориан Филиппо (1981), политик

## Галерея

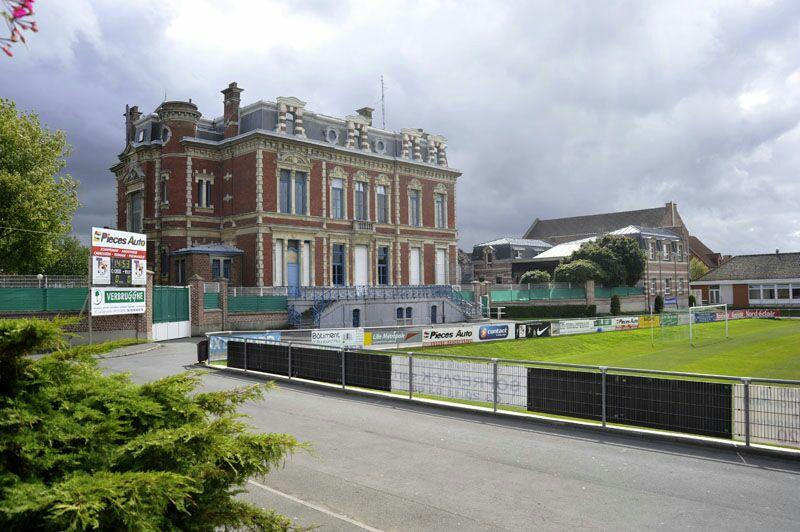
Шато Ла-Круа-Бланш (здание мэрии)
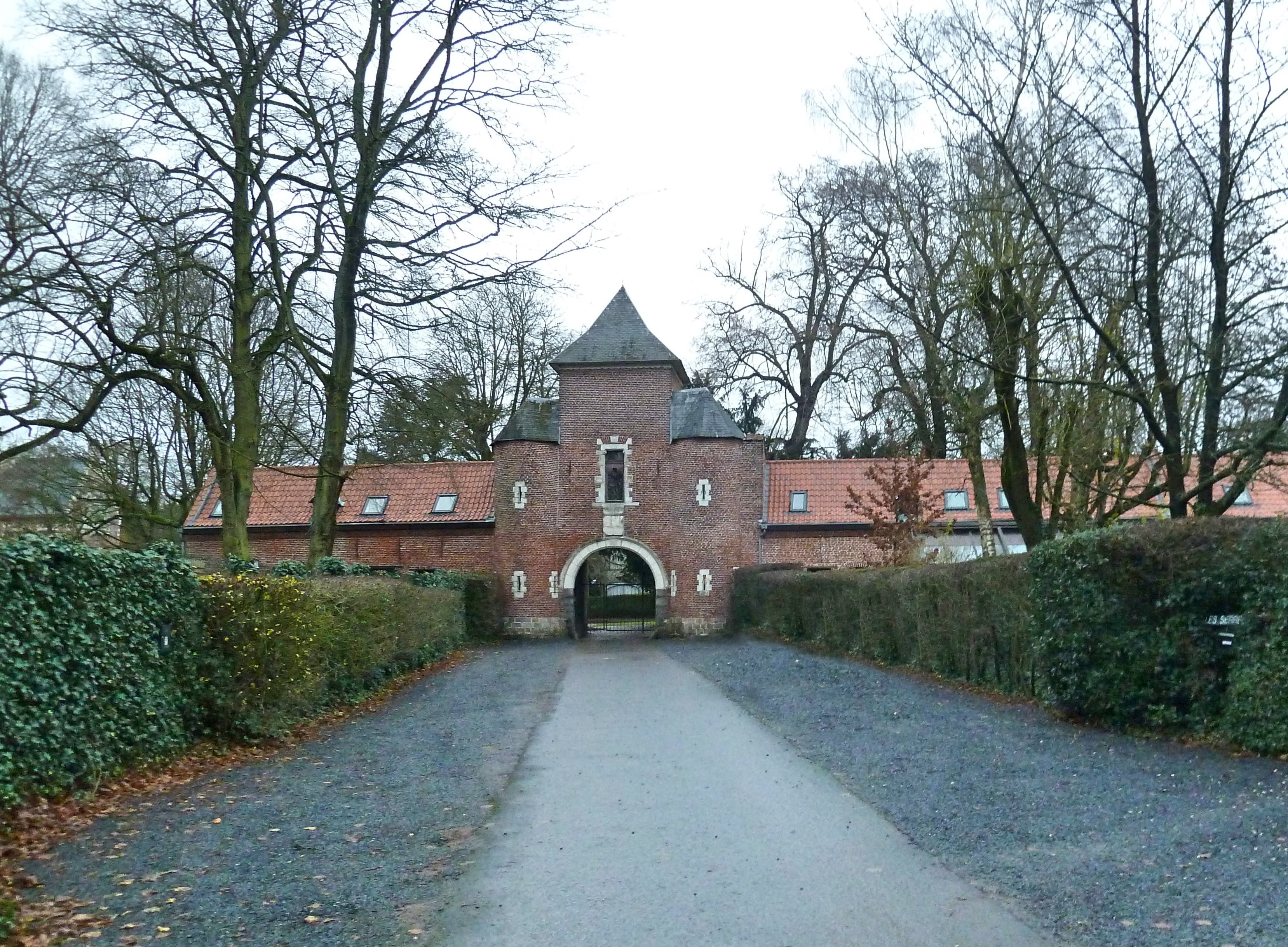
Шато Ла-Фонтен
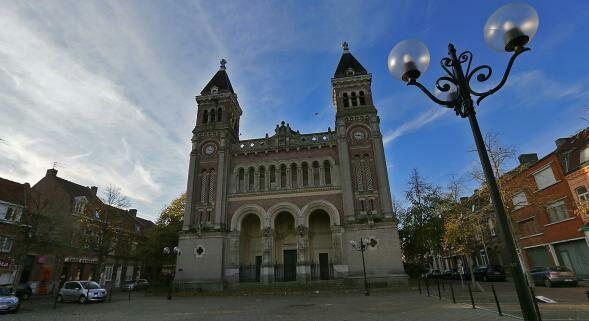
Церковь Святого Петра
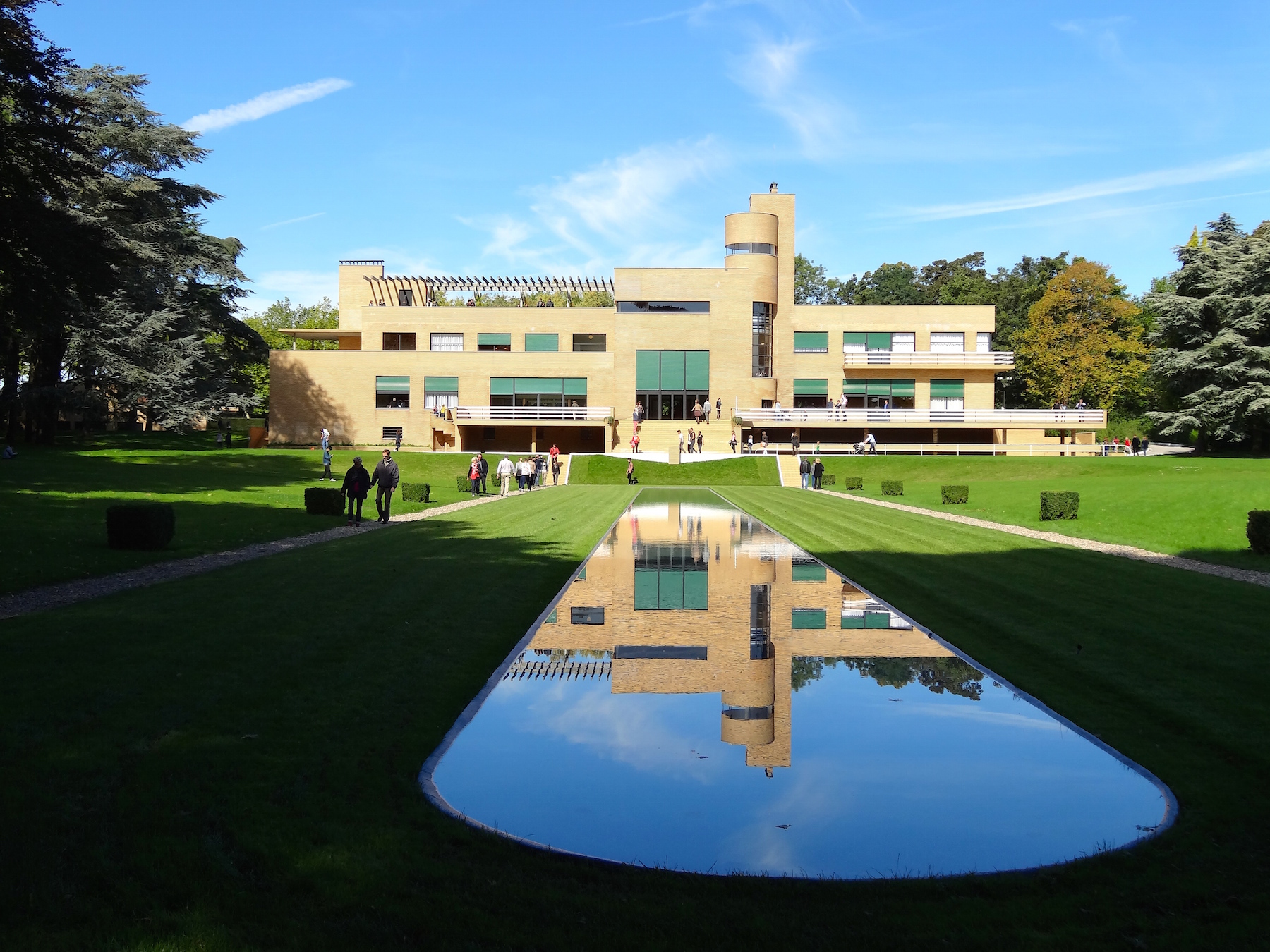
Вилла Кавруа
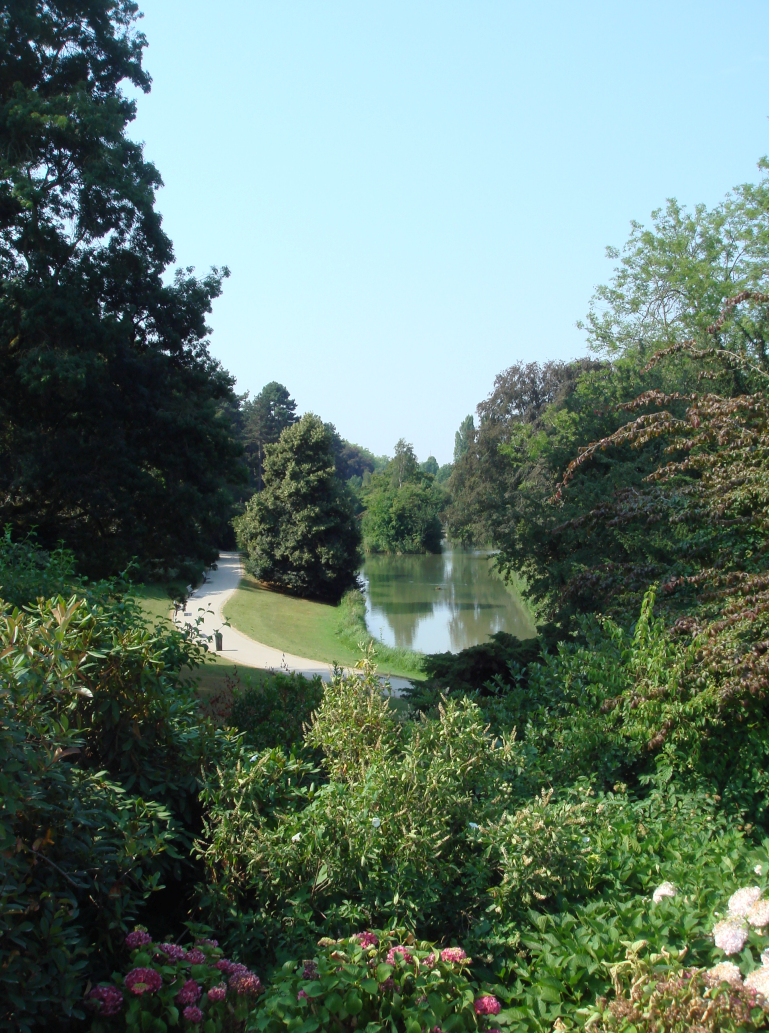
Парк Барбьё